# نذير عقيل
نذير عقيل (1936- 2009 م) إعلامي سوري، من روَّاد الإذاعيين في سورية، ومُعِد ومقدِّم برامج ومخرج. وهو أول من ابتدع البثَّ المباشر في الإذاعات العربية.

## سيرته
وُلِد نذير عقيل في حلب عام 1936، بدأ مسيرته الإعلامية في الصحافة انتقل إلى إذاعة حلب ومنها إلى دمشق. ثم التحقَ بالتلفزيون السوري فور افتتاحه، ويعدُّ من أوائل المخرجين السوريين الذين عملوا في التلفزيون السوري. وأوَّل من بدأ البثَّ المباشر في إذاعة دمشق، ومنه انتقلت إلى الإذاعات العربية الأخرى. في أثناء عمله في إذاعتَي دمشق وحلب قدَّم برامج المنوَّعات ومنها إستديو 26.
انتقل للعمل إلى مدينة القاهرة وعمل في إذاعة صوت العرب. وأخرج الكثير من الأعمال والبرامج والتمثيليات من أبرزها "معكم على الهواء" و"سهرة الأحد".
التقى في برامجه شخصيات أدبية وسياسية كبيرة، من أمثال الرئيس الراحل جمال عبد الناصر، والشاعر عمر أبو ريشة، ونزار قباني، وبدوي الجبل، ويعدُّ برنامجه التلفازي دائرة الضوء من أبرز البرامج التي قدَّمها.
امتد عمله الإعلامي مدَّة نصف قرن من الزمن قدَّم فيها عشرات البرامج الإذاعية والتلفزية المعروفة حتى يومنا هذا.

## وفاته
توفي نذير عقيل في مستشفى الشامي في دمشق، صباح يوم الجمعة العاشر من شهر نَيْسان عام 2009م، عن عمر ناهز سبعين عامًا، وشُيِّع إلى مقبرة "الميدان حقلة".